# Слобода (футбольный клуб, Алексеевка)
«Слобода» — российский футбольный клуб из Алексеевки. Основан в 1964 году, — «Урожай», далее «Эфирщик» (1970—1992), ЭФК «Ритм» (1993), «Ритм» (1994—1995), «Пищевик» (1998—2003), с 2004 г. — «Слобода».
Большую часть своей истории выступал в чемпионате Белгородской области.
16 августа 1987 года «Эфирщик» провёл товарищеский матч (1:3) со сборной ветеранов СССР по футболу. В июле 1988 года в рамках визита польской делегации провёл международный товарищеский матч (2:4) с клубом «Одра» Ополе.
В 1993 году клуб участвовал в 1/8 финала Кубка России среди клубов КФК (4 зона).
В 1994 году участвовал в 1/4 финала Кубка России среди клубов КФК (2 зона).
В 1994 году играл в первенстве России среди КФК, где в зональном (Центр—В) турнире занял второе место, а в финальном турнире (группа «А») стал последним в своей группе.
В 1995 году провёл свой единственный сезон на профессиональном уровне в третьей лиге России и занял последнее, 16-е место в зональном турнире, в 30 матчах одержал 5 побед, сыграл вничью 2 матча и проиграл 23.
В 2012—2013 главным тренером клуба был Александр Щёголев.
В 2017 году нападающий ФК «Слобода» Сергей Иванов в составе сборной России стал чемпионом мира по футболу по версии 7x7 в Гватемале.

## Достижения
- : Чемпион Белгородской области: 2015, 2016, 2017
- : Обладатель Кубка Белгородской области по футболу: 1992, 2007, 2016
- : Обладатель Суперкубка Белгородской области по футболу: 2016, 2018[7][8], 2019[9]
- : Серебряный призёр чемпионата Белгородской области: 2006, 2012, 2013, 2018
- : Финалист Кубка Белгородской области по футболу: 1964[10], 1970, 1993, 2006, 2008, 2011, 2013, 2014, 2015
- : Финалист Суперкубка Белгородской области: 2017[11]
- : Финалист Кубка Губернатора Белгородской области: 2021
- Бронзовый призёр чемпионата Белгородской области: 1993, 1998, 2002, 2004, 2007, 2008, 2009, 2010, 2014
- Бронзовый призёр Кубка чемпионов Черноземья: 2005